# اتابکان آذربایجان

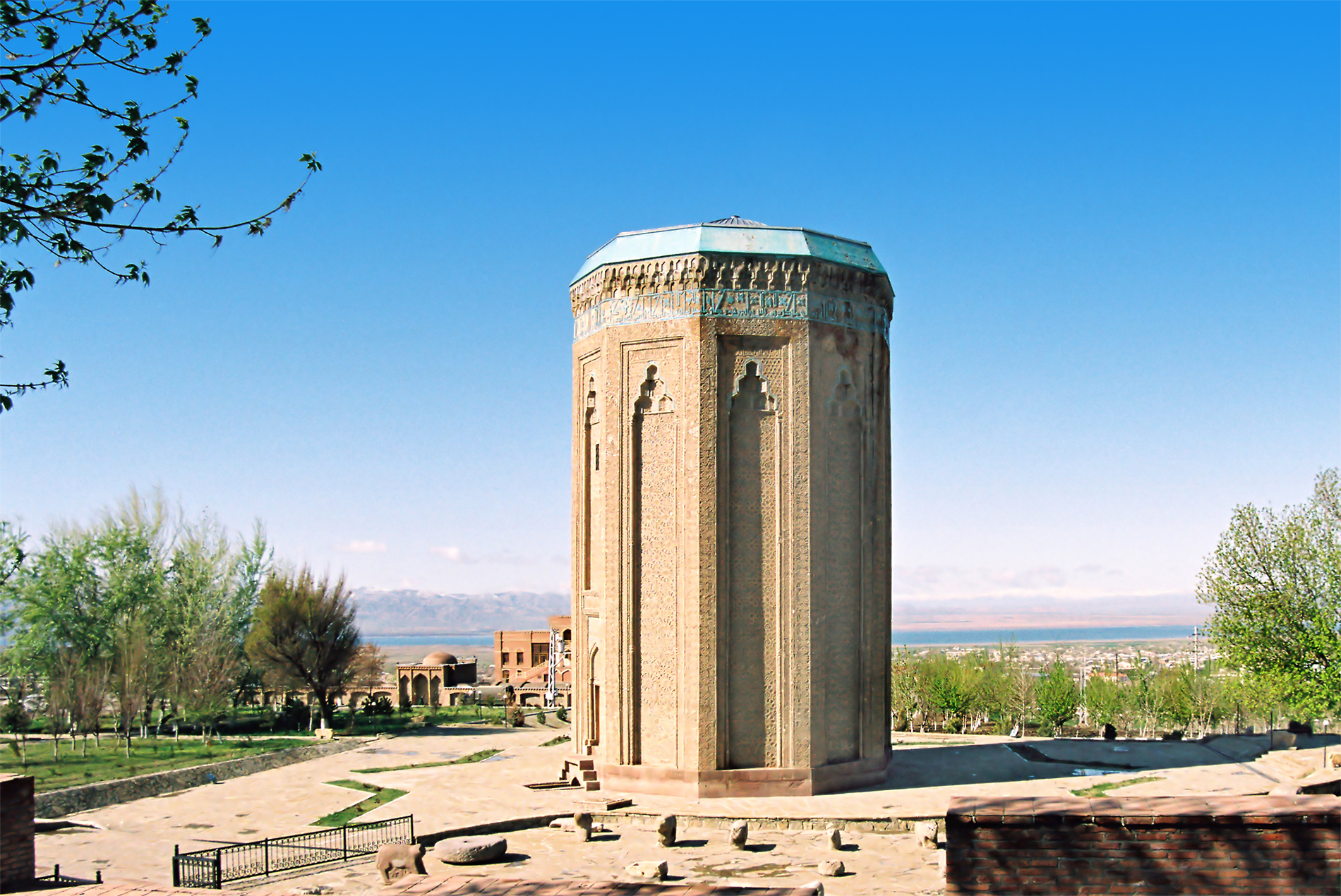
مقبره مؤمنه خاتون در جمهوری خودمختار نخجوان، از بناهای دوره اتابکان آذربایجان

اتابکان آذربایجان یا ایلدگزیان سلسله‌ای از اتابکان که از ۵۳۱ تا ۶۲۲ ق. در آذربایجان حکومت رانده‌اند. ایلدگز از سربازان ترک قبچاقی سلطان مسعود پادشاه سلجوقیان عراق در دربار این پادشاه بدان درجه ارتقا یافت که با خواهرزن سلطان در حکومت آذربایجان و آران شریک شد. پسرش محمد علاوه بر آذربایجان، زمامدار حقیقی ممالک سلاجقهٔ عراق گردید قزل ارسلان برادر محمد که در آذربایجان از برادر نیابت می‌کرد جای او را گرفت و لقب امیرالأمراء یافت ولی چون به ادعای حق سلطنت برخاست، کشته شد. دو برادرزادهٔ او که پس از عم خود به امارت رسیدند دیگر گرد این ادعا نگردیدند. انقراض این سلسله به‌دست خوارزمشاهیان صورت گرفت.
و صاحب مرآت البلدان گوید: پنج تن از این طایفه در آذربایجان حکمرانی کرده‌اند، اول ایشان اتابک ایلدگز بوده وی درم خرید وزیر سلطان مسعود بن محمد یکم بن ملکشاه یکم سلجوقی بود استعداد و لیاقت او مسموع سلطان شده تربیتش کرد و در سلک امرا آمد و به امر این پادشاه با لشکری جرار بصوب آذربایجان تاخت و این مملکت را ضبط کرد و از آذربایجان بطرف اران و مغان و شیروان روان شد و تمامی آن ولایات را مسخر کرد و به تبریز بازگشت و این شهر را دارالملک خود ساخت و در عهد ارسلان بن طغرل که برادرزادهٔ مسعود و پسر زن ایلدگز بود و بعد از مسعود پادشاه شد. حکمرانی عراق (اتابکان اربل) نیز ایلدگز را کشت و پس از بیست سال حکمرانی در سال پانصد و شصت و هشت ق. درگذشت.